# Läkarkomplotten

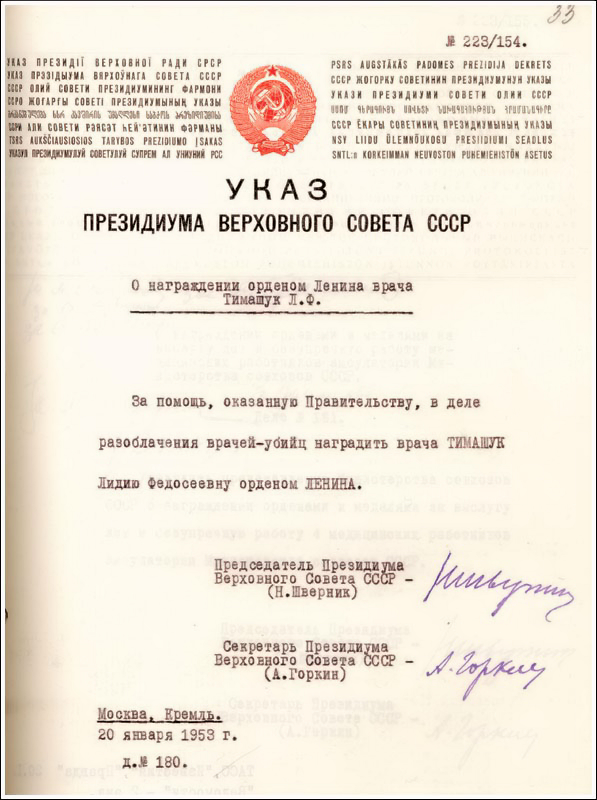
20 januari 1953. Ett Sovjetiskt ukas som tilldelar Lidija Timasjuk Leninorden för att ha "avslöjat doktorsmördarna". Den togs tillbaka efter Stalins död senare samma år.

Läkarkomplotten (ryska: дело врачей (läkaraffären), врачи-вредители (läkarsabotörerna) eller врачи-убийцы (läkarmördarna)) var en påstådd konspiration i dåvarande Sovjetunionen 1952-1953 av ett antal läkare, varav de flesta var judiska. De påstods ha planerat att mörda ledare i Kreml genom att förgifta dem. Den 13 januari 1953 inleddes massarresteringar.